# 223-as busz (Magyarország)
A 223-as jelzésű autóbuszvonal Esztergom és Párkány [Štúrovo] között húzódik, amelyet a MÁV Személyszállítási Zrt. üzemeltet.

## Útvonala
A Komárom-Esztergom megyei Esztergomból indul. Az esztergomi vasútállomásról útját a 111-es főúton kezdi el, aztán a Szent Erzsébet hídon folytatja, és a Prímás-szigeten keresztül jut fel a Mária Valéria hídra, mely az országhatáron át vezet, amit a vonal 3. kilométerénél ér el. Esztergom belterületén mindössze a buszállomáson tesz megállást, más pontján nem. A Volán-féle nemzetközi járatok legtöbbje az államhatárokon is beiktatott egy megállót, de jelenleg a 223-as buszok már csak nyílegyenesen áthaladnak a túlpartra, nem állnak le a Duna folyása felett se.
Ezzel a lendülettel átlépett Szlovákia és Párkány területére. A kisvároson belül elsőnek a helyi buszállomást keresi fel, aztán a Szent István úton halad délnyugati irányban. Onnan Teraszok I. és II. lakótelepi részét szolgálja ki, melyet Párkánynak egy kevésbé lakott, családiházas övezete felé hagy el, a továbbiakban a 63-as főút kanyarulatain érkezik a párkányi vasútállomásra, végállomására.
Ellentétes irányban Párkányon belül még egy kört teljesít, a Teraszok lakótelep után a párkányi rendelőintézet felé megy, majd vissza az autóbusz-állomásra, és még onnan újra az Öreg lakótelepet fűzi fel útvonalára.

## Közlekedése
Indításai munkanapokon történnek, hat járatpár közlekedik Esztergom és Párkány között.
| Viszonylat                  | Indításszám | Közlekedési rend |
| --------------------------- | ----------- | ---------------- |
| Esztergom vá. – Párkány vá. | 6 pár       | munkanapokon     |

### Csatlakozást biztosít
- Párkány vasútállomáson – Vác – Budapest felé/felől vonatra (Budapest–Szob-vasútvonal)

## Megállóhelyei
| 0                                    | Esztergom vasútállomás végállomás                              | 0.0 km | A, B, C, D, E, G, H, N, P, T, V 800, 803, 804, 805, 808, 809, 812, 814, 819, 822, 823, 824, 825, 836, 837, 845, 846, 847, 852, 853, 854, 862, 863, 880 1721, 1853 |
| Magyarország – Szlovákia országhatár |                                                                |        | |
| ∫                                    | Štúrovo, Jesenského ulica (↑) Párkány, Jeneský utca            | ∫      | 1, 2, 3 404456 |
| ∫                                    | Štúrovo, Sídlisko I., Billa (↑) Párkány, Öreg lakótelep, Billa | ∫      | 1, 3 |
| 1                                    | Štúrovo, Autobusové stanoviöte Párkány, autóbusz-állomás       | 4.3 km | 1, 2, 3 404456 |
| 2                                    | Štúrovo, Sídlisko I., Kotva (↓) Párkány, Öreg lakótelep, Kotva | 5.0 km | 1, 3 |
| ∫                                    | Štúrovo, Poliklinika (↑) Párkány, Poliklinika                  | ∫      | 1, 2, 3 404456 |
| 3                                    | Štúrovo, Terasy I. Párkány, Teraszok I. lakótelep              | 5.9 km | 1, 2, 3 404456 |
| 4                                    | Štúrovo, Terasy II. Párkány, Teraszok II. lakótelep            | 6.3 km | 1, 2, 3 404456 |
| 5                                    | Štúrovo, Železničná Stanica Párkány vasútállomás végállomás    | 9.0 km | 1, 2, 3 404456 EC, EN – Párkány (70, 130, 152) |